# Jean-Pierre Pezous
Jean-Pierre Pezous est un homme politique français né le 13 août 1758 à Albi (Tarn) et décédé le 29 décembre 1841 au même lieu.

## Sources
« Jean-Pierre Pezous », dans Adolphe Robert et Gaston Cougny, Dictionnaire des parlementaires français, Edgar Bourloton, 1889-1891 [détail de l’édition]